# Sabellida
I Sabellida Levinsen, 1883 sono un ordine policheti sedentari marini.

## Tassonomia
L'ordine al febbraio 2023 comprende le seguenti quattro famiglie, più altre due accettate come sinonimi e una sostituita:
- Fabriciidae Rioja, 1923
- Sabellidae Latreille, 1825
- Serpulidae Rafinesque, 1815
- Siboglinidae Caullery, 1914 (comprende specie in precedenza assegnate a Pogonophora e Vestimentifera)

- Eriographidae Malmgren, 1866 accettata come Myxicolinae Rioja, 1923 (subjective synonym)
- Sabellongidae Hartman, 1969 accettata come Sabellidae Latreille, 1825 (subjective synonym)

- Spirorbidae Chamberlin, 1919 sostituita da Spirorbinae Chamberlin, 1919 (sostituito dal successivo suffisso (-idae) per Spirorbinae)